# 火焰电离检测器

火焰电离检测器的簡圖

火焰电离检测器（英語：Flame ionization detector，簡稱：FID）是一種可以量測氣體中揮發有機化合物試樣濃度的科學儀器。一般常作為氣相色譜法的检测器。獨立的火焰电离检测器也可以用在垃圾填埋氣體監測或短时排放監測，或是內燃機廢氣排放的量測，此量測可利用固定式或是可攜式的儀器進行。